# Berthold Schwiesau
Berthold Schwiesau lebte im 15. Jahrhundert in Neustadt bei Magdeburg und stiftete das Hospital Schwiesau.
Schwiesau lebte mit seiner Frau Magerte Schwiesau in den sechziger und siebziger Jahren des 15. Jahrhunderts in der Sandstraße in Neustadt. Die Schwiesaus betrieben einen Gutshof mit diversen Ländereien. Da es keinen Erben gab, plante das Ehepaar Schwiesau die Einrichtung einer mildtätigen Stiftung.
Man beantragte daher beim Erzbischof Johann von Bayern die Genehmigung zur Stiftung eines Hospitals. Am 24. Mai 1471 wurde die Stiftung genehmigt. Die Urkunde des Erzbischofs beginnt: "Wir Johannes von Gottes Gnaden, Erzbischof zu Magdeburg, Primas in Germanien, Pfalzgraf vom Rhein und Herzogen zu Bayern, bekennen öffendlich mit diesem Briefe für uns und unsere Nachkommen; Daß der vorsichtige Berthold Swiezolo, unser Bürger in unserer Neustadt Magdeburg und lieber getreuer uns fürbracht hat, wie er Gott unserem Herrn, zu Lobe und seiner Seele zu Trost, Heil und Seligkeit, sein Haus und Hof gegeben habe zu einem Hospital Pilgern und arme gebrechliche Leute, die keine Herberge noch Wohnung haben zu beherbergen und zu halten und Niemandes um Geldes oder Gutes willen darein zu nehmen, sondern allein notdürftige Leute darin zu empfangen."
Die Stiftung des Hospital Schwiesau bestand bis in das 20. Jahrhundert hinein. Erst mit der Geldentwertung der Inflation ging die Stiftung zu Grunde.
Zu Ehren Berthold Schwiesaus benannte die Stadt Magdeburg eine Straße als Schwiesaustraße.